# Кириллина, Светлана Алексеевна
Светлана Алексеевна Кириллина (род. 14 июля 1954, Бухарест) — советский российский востоковед, специалист по исламу. Доктор исторических наук, профессор.

## Образование
В 1977 году окончила ИСАА при МГУ имени М. В. Ломоносова.
Кандидат исторических наук (1983).
Доктор исторических наук (1998).

## Место работы
МГУ им. М. В. Ломоносова, Институт стран Азии и Африки, Кафедра истории стран Ближнего и Среднего Востока:
С 1983 года — преподаватель.
С 1988 года — научный сотрудник.
С 1991 года — доцент.
С 2000 года — профессор.
С 2018 года — заведующий кафедрой.

## Авторство
Автор более 100 опубликованных научных работ.

### Важнейшие труды
- Ислам в общественной жизни Египта (2-я половина XIX — начало XX века). — М.: «Наука», 1989. — ISBN 5-02-016437-2.
- Религия и власть: Ислам в Османском Египте (XVIII — первая четверть XIX века). — М.: Изд-во МГУ, 1996. — ISBN 5-211-03528-3. (В соавторстве с Ф. М. Ацамбой).
- «Очарованные странники»: Арабо-османский мир глазами российских паломников XVI—XVIII столетий. — М.: «Ключ-С», 2010. — ISBN 978-5-93136-095-9.